# Copris misellus
Copris misellus là một loài bọ cánh cứng trong họ Bọ hung (Scarabaeidae).